# Ressons-sur-Matz
Ressons-sur-Matz ist eine französische Gemeinde mit 1.742 Einwohnern (Stand: 1. Januar 2022) im Département Oise in der Region Hauts-de-France. Sie gehört zum Arrondissement Compiègne und zum Kanton Estrées-Saint-Denis. Die Einwohner werden Ressontois genannt.

## Geographie
Die Gemeinde Ressons-sur-Matz liegt am Fluss Matz, 15 Kilometer nordwestlich von Compiègne. Umgeben wird Ressons-sur-Matz von den Nachbargemeinden La Neuville-sur-Ressons im Norden, Margny-sur-Matz im Osten, Marquéglise und Antheuil-Portes im Süden, Gournay-sur-Aronde im Südwesten sowie Cuvilly im Westen.
Durch die Gemeinde führen parallel die Autoroute A1 und die Eisenbahn-Hochgeschwindigkeitsstrecke LGV Nord.

## Bevölkerungsentwicklung
| Jahr                       | 1962 | 1968 | 1975 | 1982 | 1990 | 1999 | 2006 | 2013 | 2021 |
| Einwohner                  | 1029 | 1144 | 1174 | 1319 | 1408 | 1469 | 1561 | 1653 | 1733 |
| Quellen: Cassini und INSEE |      |      |      |      |      |      |      |      |      |

## Sehenswürdigkeiten
- Kirche Saint-Pierre, Monument historique
- Kapelle der Dornen (Chapelle de l’Épine)

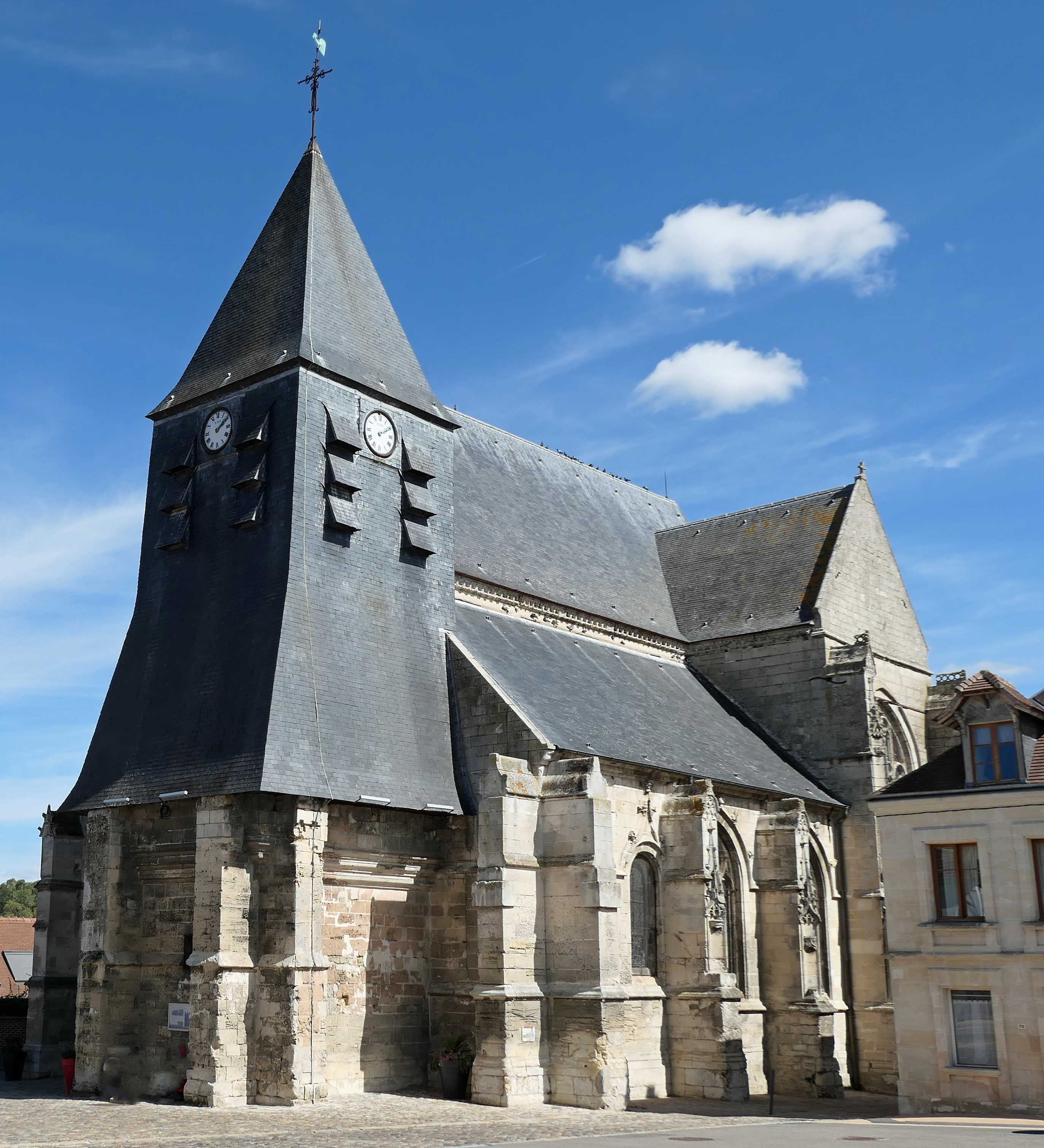
Kirche Saint-Pierre
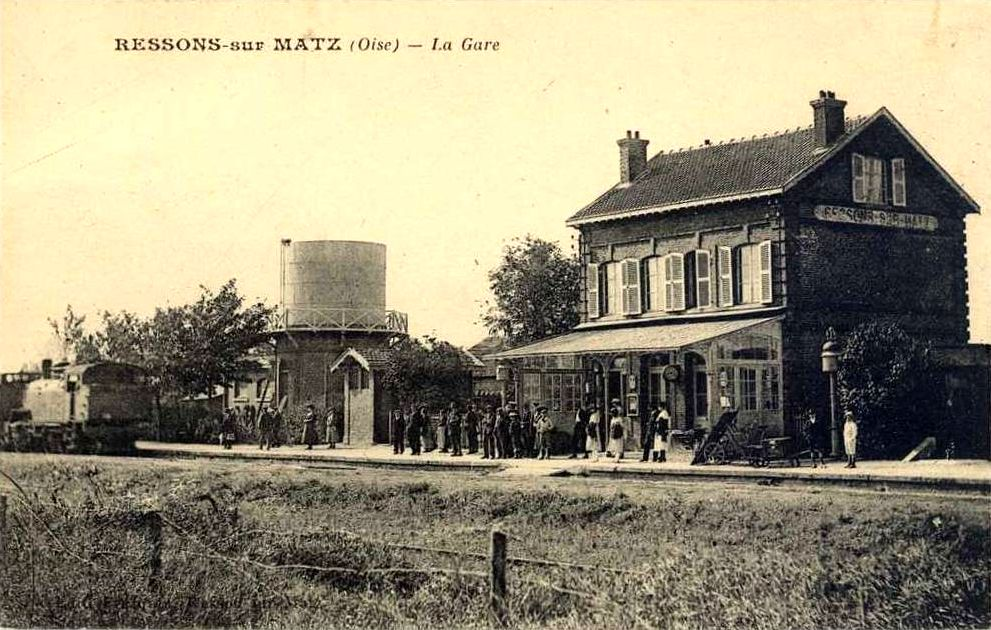
Bahnhof (Postkarte Anfang des 20. Jahrhunderts)
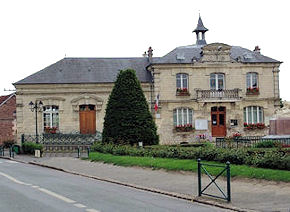
Rathaus (Mairie)

## Persönlichkeiten
- Jean Le Fèvre de Ressons (um 1320–nach 1380), Dichter und Übersetzer